# Fabryka czekolady Wedekindt, Rohlapp & Co. w Raciborzu
Fabryka czekolady Wedekindt, Rohlapp & Co. (niem. Schokoladenfabrik Wedekindt, Rohlapp & Co.) – jeden z dawnych zakładów przemysłu spożywczego na terenie Raciborza funkcjonujący przed II wojną światową.
Zakład mieścił się przy ul. Kolejowej 20. Fabryka produkowała czekolady takich marek jak Eichendorff i Oderperle (pol. Perła Odrzańska). Zakład zatrudniał ok. 200 pracowników, a jego dzienna produkcja wtynosiła 7,5 tony. Obecnie w zabudowaniach fabrycznych znajdują się magazyny spółdzielni Rolnik.